# Gherasim Luca
Gherasim Luca, o Gherashim Luca (Bucarest, 23 luglio 1913 – Parigi, 9 febbraio 1994), è stato un poeta rumeno, teorico del surrealismo spesso citato nelle opere di Gilles Deleuze e di Félix Guattari.

## Biografia
Nato a Bucarest nel 1913, suo padre era un sarto ebreo che parlava correttamente yiddish, tedesco, francese e ovviamente il rumeno.
Inizia a scrivere sulla rivista Alge nel 1930, a 17 anni.
Nel 1938 soggiornò a Parigi, dove iniziò a frequentare i circoli surrealisti e ad appassionarsi di poesia. Tornato in Romania, durante la Seconda guerra mondiale fu costretto all'esilio a causa dell'antisemitismo delle autorità. Poté ritornare nel 1947, quando fu instaurato il governo comunista.
Le sue prime pubblicazioni in francese, risalgono al 1942. Nel 1945, anno in cui conobbe il connazionale Dolfi Trost, pubblica in francese la Dialectique de la dialectique, in collaborazione con Trost, e in rumeno pubblica la Mort morte e l'Inventeur de l'amour, opere che tradurrà in francese negli anni novanta. Potendo contare su questa e su molte altre amicizie, nel 1952 lasciò illegalmente la Romania e attraverso Israele si trasferì a Parigi. Lì collaborò con artisti come Jean Arp, Paul Celan e Max Ernst producendo numerosi collage, disegni e molte altre cose.
Nel 1967 riprese a viaggiare andando a Stoccolma, Oslo, Ginevra, New York e San Francisco. Di ritorno da questi viaggi divenne famoso grazie ad un ritratto, che Raoul Sanglas gli aveva fatto, apparso in televisione. Muore suicida a Parigi nel 1994, gettandosi nella Senna.

## Opere (in francese)
- Un loup à travers une loupe[1] (1942)
- Quantitativement aimée (1944)
- L'inventeur de l'amour (1945)
- Le Vampire passif (1945)
- Dialectique de la dialectique[2] (1945)
- Amphitrite, Éditions de l'Infra-noir (1945-46)
- Les Orgies des Quanta (1946)
- Le Secret du vide et du plein (1947)
- Héros-Limite[3] (1953)
- Ce Château Pressenti[4] (1958)
- La Clef (1960)
- La Lettre (1960)
- L'Extrême-Occidentale[5] (1961)
- Le Sorcier noir (pubblicata solo nel '96)
- Sept slogans ontophoniques (1963)
- Poésie élémentaire[6] (1966)
- Apostroph'Apocalypse[7] (1967)
- Sisyphe Géomètre (1967)
- Droit de regard sur les idées (1967)
- Déférés devant un tribunal d'exception (1968)
- Dé-Monologue (1969)
- La Fin du monde (1969)
- Le Tourbillon qui repose (1973)
- Le Chant de la carpe (1973)
- Présence de l'imperceptible
- Paralipomènes (1976)
- Théâtre de Bouche (1984)
- Satyres et Satrape (1987)
- Le Cri (pubblicata postuma, 1995)